# 生活型 (水生生物)

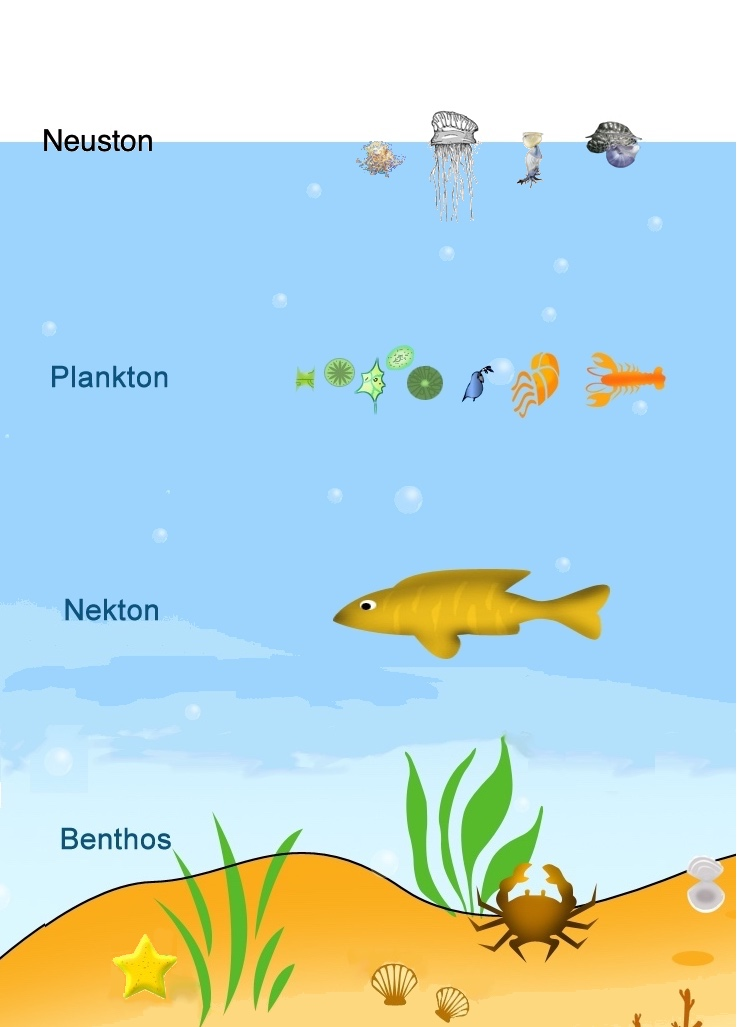
水生生物の生活型。上から水表生物(Neuston)、浮遊生物(Plankton)、遊泳生物(Nekton)、底生生物(Benthos)。

水中生物の生活型の分類について説明する。

## 概説
水生生物の生活型は、通常、以下の4つに分けられる。
- 水表生物 (neuston)

水面に生息するもの。生活する場が水面であるものとは、ほとんど水面前後にのみおり、水中に潜ることがあっても、意図しない場合か、あるいはすぐに水面に戻るものである。ガスを含む浮きなど、水面に浮かぶ構造を持つものが多い。
- 漂泳生物[2][3] (pelagos[4])

水中に生息するもの。浮遊生物と遊泳生物の二つに分けられる。
- 浮遊生物 (plankton)

遊泳能力が乏しいもの。水中での移動能力がほとんどないか、あっても水流を突っ切って動くには不足であるようなものである。
- 遊泳生物 (nekton)

遊泳能力があるもの。水中で素早く移動する能力があり、自由にその位置を変えながら生活するものである。
- 底生生物 (benthos)

水底に生息するもの。水底の、底質の表面やその中に生活して、水中へ泳ぎ出すことがあっても、一時的なもの。
ただし、水表生物以外の以外の遊泳生物、浮遊生物、底生生物が主要な3つといわれることも多い。
実際には、上記を明確に分けるのは難しく、上記の中間に位置すべきものもいろいろある。そのような区分を以下に記す。ただし、それほど頻繁に使われるものではない。

## 水表生物
水面に生活するものを水表生物という。浮遊生物と混同されることも多いが、浮遊生物には浮かぶという性質は必須でなく、ただよっている、という意味合いが強いのに対して、水表生物は水面から離れないことを強調する。実際には水面直下をただよっているものも多いので、区別は明確ではない。
以下のようなものが区分される場合がある。
- 水表上生物 (epineuston)：水面の上に乗って生活するもの。ほとんどアメンボのみ。
- 挺水生物 (pleuston)：水面を境に、一部を水上に出している生物。クラゲの一種であるカツオノエボシなどは浮袋を水面から上に出すのでこれにあたるが、プランクトン的なのでプランクトプリューストンということもある。ただし、一生涯このような状態で生息している生物を指す言葉であるため、ここに海鳥やトビウオが含まれるという考え方は誤りである。
- 水表下生物 (hyponeuston)：水面の直下に位置して生活するもの。泡で巣を作るアサガオガイや、ホンダワラ類の流れ藻になったもの、あるいはそれらの周辺や、その表面に生活するものもこれに含める。

## 漂泳生物
- 浮遊生物 (plankton)：遊泳能力がないか、さほどないものをさす言葉である。狭義には運動能力がまったくないものを指すことになる。多くは水と同じ程度の比重で、体積辺りの表面積を大きくした構造になるものも多い。多少は移動能力があっても、十分に水を切って移動するほどでなければ浮遊生物とすることが多い。大きさにはこだわらないので、エチゼンクラゲなどもこれに含めてよい[要出典]。しかし、小型であれば遊泳能力は相対的に低くなるので、浮遊生物として認められる場合が多い。
- 遊泳生物 (nekton)：遊泳力が高く、自らの力で水流に逆らって泳ぐことの出来るものであり、大部分の魚類がこれに当たる。
- 小型であるので広範囲を泳ぐことはないが、微視的には遊泳して移動するものをマイクロネクトンと呼ぶ。オキアミなどはこれに当たる。

## 底生生物
底質の上や中に生活するものを底生生物と言う。以下のようなものがある。
- 表生ベントス (epibenthos)：底質の表面に位置するもの。基質表面に固着していたり、表面を這っていたりするものである。
- 半内生ベントス (hemiendobenthos)：体の下を基質中に、上を水中に出しているものである。水草や、ウミエラなどがこれに当たる。
- 内生ベントス (endobenthos)：基質中に体を埋め込んでいるものである。砂や泥に巣穴を開けて潜り込むもののほかに、岩に穴を開けて潜り込むものを穿孔性、砂粒の隙間に生息するものを間隙性などという。
- 周底生生物：底質そのものではなく、底から生えた水草や海藻、あるいは紐や枯れ枝の表面などに付着するもの。

底質から離れないのが真の底生生物であるが、底質表面を離れることもあるものもあり、それらは遊泳生物や浮遊生物との中間になる。
- ネクトベントス：海底に生息する魚類のように、底に生息しながらも遊泳することもあるもの。
- プランクトベントス：底質に生息する微小生物で、時に底質から離れるもの。

## 大きさによる区分
実際には、これらの区分は詳しく考えるほどに細分できる。極端に言えば種ごとにその性質や行動様式は違うのだから当たりまえである。
むしろ、生物採集をする場合、水中生物に対しては網を用いることが多く、採集できる生物の種は、この時に用いる網の目の大きさによって大きく左右される。したがって、そのような生物相を扱う際に、大きさで分けた表現を使う場合も多い。
例えばプランクトンでは
メガロプランクトン：2000μ以上
マクロプランクトン：2000-200μ
ミクロプランクトン：200-20μ
ナノプランクトン：20-2μ
ピコプランクトン：0.2-2μ（ほとんどバクテリア）
フェムトプランクトン：0.2μ以下（ほとんどウイルス）
ナノプランクトン以下はプランクトンネットでは採れず、別途濾過などを行う必要がある。
ベントスでは
メガロベントス：4mm以上
マクロベントス：1-4mm
メイオベントス：1mm-31μ
ナノベントス：31-2μ
ピコベントス：0.2-2μ
フェムトベントス：0.2μ以下
といった分け方が使われる。